# Casole Bruzio
Casole Bruzio là một đô thị và cộng đồng (comune) ở tỉnh Cosenza trong vùng Calabria miền nam nước Ý.
Đô thị Casole Bruzio có diện tích ki lô mét vuông, dân số thời điểm năm 2007 là người.
Đô thị này có các đơn vị dân cư (frazioni) sau:
Các đô thị giáp ranh: 